# Листолаз жахливий
Листолаз жахливий є отруйною жабою, ендеміком тропічних лісів Колумбії. Ця отруйна жаба опинилася під загрозою зникнення через знищення середовища існування в межах її природно обмеженого ареалу. Попри невеликі розміри, ця жаба, мабуть, є найотруйнішою твариною на планеті.

## Опис
Загальна довжина досягає 2—5 см, вага 1 г. Спостерігається статевий диморфізм — самиця більша за самця. Голова широка, витягнута з досить великими очима. Тулуб стрункий. На пальцях є диски-присоски. Забарвлення однотонно жовте, або металево-зелене, чи помаранчеве.

## Спосіб життя
Полюбляє гірські тропічні ліси. Веде деревний спосіб життя, зустрічається на висоті від 400 до 1500 м над рівнем моря. Чудово лазить гілками дерев. Активний вдень. Живиться отруйними комахами й отруйними кліщами.
Засобом захисту є слиз, що виділяє шкіра. Він доволі отруйний: у 1000 раз потужніший за ціаністий калій. Один грам слизу листолазу здатен вбити до 15000 людей. У сухому вигляду отрута не втрачає своїх якостей протягом 15 років. Втім отрута цього листолазу небезпечна лише при потраплянні у рану, при порізі. У випадку потрапляння до шлунку отрута жахливого листолазу небезпеки не несе. Ця отрута накопичується поступово завдяки вживанню цим листолазом отруйних комах й кліщів. У свою чергу змії, що полюють на жахливого листолаза також накопичують отруту — цих листолазів разом із вживаними кліщами й комахами.
Статева зрілість самців настає при довжині у 3,7 см, самиць — 4—4,1 см. Під час шлюбного сезону самець видає досить гучні й красиві звуки. Самиця відкладає до 20 яєць у листя, які після цього запліднюються самцем. Через 13 діб з'являються пуголовки, яких самець переносить у своєрідні водойми, що утворюються у листах бромелій. Метаморфоз триває 55 днів.

## Розповсюдження
Мешкає на південному заході Колумбії.